# Pecöl
Pecöl è un comune dell'Ungheria di 810 abitanti (dati 2001). È situato nella contea di Vas.